# Массива (внук Галы)
Массива — знатный нумидиец, принадлежащий к царскому роду, живший в III веке до н. э.

## Биография
Массива был внуком правителя восточных нумидийцев Галы и племянником Массиниссы. В одном месте своего труда Тит Ливий говорит, что Массива был сыном сестры Массиниссы, в другом — что брата. По свидетельству римских писателей, Массива отличался редкой красотой. Он рано лишился отца и воспитывался дедом и дядей.
Вместе с Массиниссой Массива, будучи ещё совсем молодым, воевал в Иберии на стороне карфагенян против Рима во время Второй Пунической войны. Массива, несмотря на запрет дяди, принял участие в бою во время сражения при Бекуле, произошедшего в 208 году до н. э., однако лишился коня и попал в плен. Римский командующий Сципион милостиво отнёсся к племяннику Массиниссы и, щедро одарив его, отпустил. По словам Валерия Максима, Сципион считал самой значительной наградой за победу то, чтобы «вернуть богам храмовые украшения, а людям — их родню.» Впоследствии, через два года встретившись со Сципионом, Массинисса, желая перейти на его сторону, выразил горячую благодарность за освобождение своего племянника.

## В искусстве
Джованни Баттиста Тьеполо изобразил сцену встречи Массивы и Сципиона в своей картине 1721 года «Сципион Африканский освобождает Массиву».